# Amicalement blues
Albums de Hubert-Félix Thiéfaine et Paul Personne
Scandale mélancolique
(2005) Séquelles
(2009)
Amicalement blues est un album commun des chanteurs français Hubert-Félix Thiéfaine et Paul Personne, paru en novembre 2007. 
Cet album est issu de la collaboration entre Thiéfaine et Personne qui, après avoir écrit et composé des titres en prévision d'un prochain album de Johnny Hallyday — Le Cœur d'un homme —, se les virent refuser par sa maison de disques ; ils décidèrent de poursuivre pour leur compte cette collaboration et sortirent l'album conjointement.

## Pistes
| No  | Titre                                | Durée |
| --- | ------------------------------------ | ----- |
| 1.  | Avenue de l'amour                    | 5:03  |
| 2.  | Émeute émotionnelle                  | 4:06  |
| 3.  | Amant sous contrôle                  | 4:25  |
| 4.  | Strindberg 2007                      | 3:07  |
| 5.  | L'appel de la forêt                  | 3:56  |
| 6.  | Les douceurs de la vengeance         | 4:27  |
| 7.  | Distance                             | 5:15  |
| 8.  | Rendez-vous au dernier carrefour     | 3:00  |
| 9.  | Special ado SMS blues                | 4:09  |
| 10. | Photographie d'un rêveur             | 5:36  |
| 11. | Your Terraplane is ready, Mister Bob | 3:25  |
| 12. | Juste avant l'enfer                  | 3:33  |
| 13. | Le vieux bluesman et la bimbo        | 5:29  |